# 7 Andromedae
7 Andromedae è una stella nana bianco-gialla nella sequenza principale di magnitudine 4,54 situata nella costellazione di Andromeda. Dista 80 anni luce dal sistema solare.

## Osservazione
Si tratta di una stella situata nell'emisfero celeste boreale. La sua posizione è fortemente boreale e ciò comporta che la stella sia osservabile prevalentemente dall'emisfero nord, dove si presenta circumpolare anche da gran parte delle regioni temperate; dall'emisfero sud la sua visibilità è invece limitata alle regioni temperate inferiori e alla fascia tropicale. La sua magnitudine pari a 4,5 fa sì che possa essere scorta solo con un cielo sufficientemente libero dagli effetti dell'inquinamento luminoso.
Il periodo migliore per la sua osservazione nel cielo serale ricade nei mesi compresi fra fine agosto e dicembre; nell'emisfero nord è visibile anche fino alla metà dell'inverno, grazie alla declinazione boreale della stella, mentre nell'emisfero sud può essere osservata limitatamente durante i mesi della primavera australe.

## Caratteristiche fisiche
La stella è una nana bianco-gialla nella sequenza principale avente una massa 1,6 volte quella solare, e con un raggio 1,7 volte superiore ed una temperatura superficiale di 7200 K è 8 volte più luminosa della nostra stella
Possiede una magnitudine assoluta di 2,59 e la sua velocità radiale positiva indica che la stella si sta allontanando dal sistema solare.